# Resolució 1141 del Consell de Seguretat de les Nacions Unides
La Resolució 1141 del Consell de Seguretat de les Nacions Unides fou adoptada per unanimitat el 28 de novembre de 1997. Després de recordar totes les resolucions pertinents del Consell de Seguretat i de l'Assemblea General sobre Haití i assenyalant la terminació de la Missió de Transició de les Nacions Unides a Haití de conformitat amb la  Resolució 1123 (1997), el Consell va establir la Missió de les Nacions Unides de Policia Civil a Haití (MIPONUH) per continuar assistint a la policia d'Haití durant un any.
El Consell de Seguretat va reconèixer que les missions de policia de les Nacions Unides havia jugat paper important en la professionalització de la Policia Nacional d'Haití i la restauració de la justícia a Haití i el progrés cap al "pla de desenvolupament de la Policia Nacional d'Haití per 1997-2001". També ha posat èmfasi en la necessitat de suport de la comunitat internacional per al desenvolupament econòmic, social i institucional d'Haití.
La importància d'una força policial professional i que funcioni amb una estructura i estructura suficient era important per consolidar la democràcia i revitalitzar el sistema de justícia a Haití. En aquest sentit, la MIPONUH, formada per 300 policies civils, es va establir amb un sol mandat fins al 30 de novembre de 1998 per donar suport a la professionalització de la Policia Nacional d'Haití.
Es va proporcionar assistència addicional a través d'agències com el Programa de les Nacions Unides per al Desenvolupament. Finalment, es va demanar al secretari general Kofi Annan que informe cada tres mesos sobre l'aplicació de la resolució actual, abans que expirés el mandat de la MIPONUH.